# Hypotheses non fingo
Na história da física, hypotheses non fingo (Latim para “eu não forjo hipóteses” ou “eu não engendro hipóteses”) é uma frase usada por Isaac Newton no ensaio General Scholium, anexado à segunda edição de Philosophiae Naturalis Principia Mathematica em 1713.

## Observação original
Uma tradução de 1999 do Principia apresenta o comentário de Newton da seguinte forma:

Até o momento, não fui capaz de descobrir a razão dessas propriedades da gravidade a partir dos fenômenos, e não forjo hipóteses. Pois tudo o que não é deduzido dos fenômenos deve ser chamado de hipótese; e hipóteses, sejam elas metafísicas ou físicas, ou baseadas em qualidades ocultas, ou mecânicas, não têm lugar na filosofia experimental. Nesta filosofia, proposições particulares são inferidas a partir dos fenômenos e, posteriormente, transformadas em gerais por indução.

## Comentários
O filósofo da ciência do século XIX William Whewell qualificou essa declaração, dizendo que “foi por meio desse uso de hipóteses que tanto o próprio Newton quanto Kepler, em cujas descobertas as de Newton se basearam, fizeram suas descobertas”. Whewell declarou:
O que é necessário é que a hipótese esteja próxima dos fatos, e não conectada a eles por outros fatos arbitrários e não testados; e que o filósofo esteja preparado para abandoná-la assim que os fatos se recusem a confirmá-la.
Posteriormente, Imre Lakatos afirmou que tal abandono não deve ser feito com demasiada pressa.